# Обожание
Обожанието (още преклонението) е уважение, почит, силно възхищение или преданост към определен човек, място или нещо друго. Терминът идва от латинското „adōrātiō“, което означава „да отдаде почит или поклонение на някого или нещо“.

## Древен Рим
В Древен Рим преклонението е било предимно акт на почит или преклонение, което сред римляните се извършва чрез вдигане на ръката към устата, целуване и след това размахване по посока на обожавания предмет. Обожателят има покрита глава и след постъпката се обръща от ляво надясно. Понякога целува краката или коленете на образите на самите богове, а Сатурн и Херкулес са били обожавани с непокрита глава. Чрез естествен преход почитта, отначало отдадена само на божествени същества, се отдава на монарсите. По този начин гръцките и римските императори биват обожавани, като пред тях се покланят или коленичат, хващат императорската им роба и я притискат към устните си.

## Древен Близък изток
В източните страни обожаването се извършва още по-ниско. Персийският метод, въведен от Кир Велики, е да целува коляното и пада по лице в краката на принца, удряйки земята с чело и целувайки земята. Това удряне на земята с чело, обикновено определен брой пъти, е форма на обожание, понякога отдавано на източните владетели.
Евреите целуват в знак на почит, както и други групи, споменати в Стария Завет. Така в 1 Царе 19:18 Бог казва: „И все пак аз оставих в Израел седем хиляди, всички колене, които не се кланяха на Ваал, и всяка уста, която не го целуна“. И в Псалми 2:12, „Целунете Сина, за да не се разгневи и да не загинете от пътя“. (Виж също Осия 13: 2.).

## Западна Европа
В Западна Европа церемонията по целуване на ръката на суверена и някои други действия, които се извършват, докато коленичи, могат да бъдат описани като форми на обожание.

## Католическа църква
Обожанието може да приеме формата на евхаристийно обожание (почитане на Светото Тайнство). Папа Бенедикт XVI разсъждава по този въпрос: „Само в обожание може да се развие дълбоко и истинско приемане. И именно този личен акт на среща с Господ развива социалната мисия, която се съдържа в Евхаристията и желае да разруши не само бариерите бариерите между Господ и нас, но също така и преди всичко онези, които ни разделят един от друг". В подобен дух папа Франциск пише: „Непрекъснатото преклонение пред Евхаристията [нараства] на всяко ниво на църковния живот. Дори и така, трябва да отхвърлим изкушението да предложим приватизирана и индивидуалистична духовност, която не е в съответствие с изискванията на благотворителността“ (Evangelii gaudium, 262), Някои църкви съдържат „параклиси за поклонение“, в които Евхаристията е непрекъснато изложена, за да могат вярващите да наблюдават вярата си чрез нея. „Енорийският свещеник на Арс („Curé d'Ars“) би прекарал часове пред Благодатното Тайнство. Когато хората го питали какво би направил или казал през тези часове, той казва: „Той ме гледа, а аз него“.

## Галерия
- „Религия“, худ. Чарлз Спраг Пиърс (1896)
- Мюсюлмани извършват молитва в двора на Голямата джамия на Кайруан